# Tipula subscripta
Tipula subscripta là một loài ruồi trong họ Ruồi hạc (Tipulidae). Chúng phân bố ở vùng cổ bắc giới và khu vực Phương Đông.